# نونو غوميز نابيام
نونو غوميز نابيام هو سياسي ومختص بالعلوم السياسية وعسكري من غينيا بيساو، يشغل منصب رئيس وزراء غينيا بيساو منذ 28 فبراير 2020.